# Clan del Oso Yogui
El Clan del Oso Yogui (Yogi Bear & Friends en inglés) es un programa de televisión que fue emitido el 16 de septiembre de 1967 por las cadenas estadounidenses, en el cual se agruparon diversas series de personajes creados por Hanna-Barbera. La idea era agrupar al resto de los personajes del estudio de animación en torno a la figura central del Oso Yogui. Entre ellos se contaban, Huckleberry Hound, el León Melquíades, El Lobo Hokey, el patito Yakky Doodle y los ratones Pixie, Dixie y el gato Jinks.

## Dinámica del programa
El programa de televisión iba alternando los episodios ya creados por los estudios de animación de Hanna-Barbera desde 1957, con las series del Oso Yogui que eran dos, el Oso Yogui y los episodios del Show del Oso Yogui. Así personajes como Huckleberry Hound, el León Melquíades, El Lobo Hokey, el patito Yakky Doodle, los ratones Pixie, Dixie y el gato Jinks, y el propio Oso Yogui con sus series ya finalizadas volvieron a emitirse en las pantallas, con un formato nuevo. Estas emisiones perdudaron hasta el año 1968.

## Personajes
Para conocer los episodios que se crearon originalmente en las series de los personajes de Hanna-Barbera se recomienda remitirse a su página.
- El Oso Yogui y Bubú
- Huckleberry Hound
- El León Melquiades
- Tiro Loco McGraw y Pepe Trueno
- Pepe Pótamo y So-So
- El Lagarto Juancho
- Canuto y Canito
- Maguila Gorila
- Tortuga D' Artagnan y Dum-Dum
- La Hormiga Atómica
- El Inspector Ardilla y Moroco Topo
- Los Osos Montañeses
- Pixie, Dixie y el gato Jinks
- Ricochet Rabbit y Droop-a-Long
- Leoncio el león y Tristón
- Yakky Doodle
- El Lobo Hokey y Danielito
- El Pulpo Manotas
- Super Fisgón y Despistado